# Bitwa pod Thouars
Bitwa pod Thouars – starcie zbrojne, które miało miejsce 5 maja 1793 roku podczas powstania wandejskiego we Francji. Naprzeciw siebie stanęły siły republikańskie oraz powstańcy wandejscy – zwolennicy Ancien Régime, przeciwni ustrojowi republikańskiemu. W trakcie bitwy wandejscy rojaliści zdobyli miasteczko Thouars.
W celu obrony miasta Republikanie obsadzili posterunkami mosty na rzece Thouet. Do głównego starcia doszło na moście Vrine. Wandejczycy przez sześć godzin bezskutecznie usiłowali go zdobyć. Dopiero pojawienie się ich dowódcy – Louisa de Lescure’a (dla którego była to pierwsza bitwa w tej wojnie) zmotywowało żołnierzy wandejskich do przełamania obrony mostu. Obrońcy zostali zaatakowani także od tyłu – przez kawalerię pod wodzą Charles’a de Bonchampsa, która przekroczyła rzekę w bród. Pomimo przybycia posiłków, Republikanie zostali rozgromieni i wycofali się do miasta. 
Rojaliści pod dowództwem La Rochejaqueleina sforsowali wały obronne i wdarli się do miasta, zmuszając oddziały republikańskie do kapitulacji. Wandejsczycy przejęli znacznie ilości broni oraz prochu. Pojmanym żołnierzom Republiki pozwolono opuścić miasto pod przysięgą, że zaniechają dalszej walki w Wandei. Zwalnianym jeńcom ogolono głowy, aby umożliwić ich późniejsze rozpoznanie i uwięzienie w przypadku złamania przez nich przysięgi.